# Ivan Tuček
Ivan Tuček (20. listopadu 1942 Praha – 25. srpna 1999 Friesach, Rakousko) byl český akrobatický pilot. Byl mistrem světa v letecké akrobacii z roku 1978, vicemistrem světa z roku 1976, vicemistrem Evropy a trojnásobným mistrem republiky. Během své kariéry nalétal asi 9000 hodin. Zemřel roku 1999 při nehodě zaviněné konstrukční chybou jeho letounu.

## Kariéra

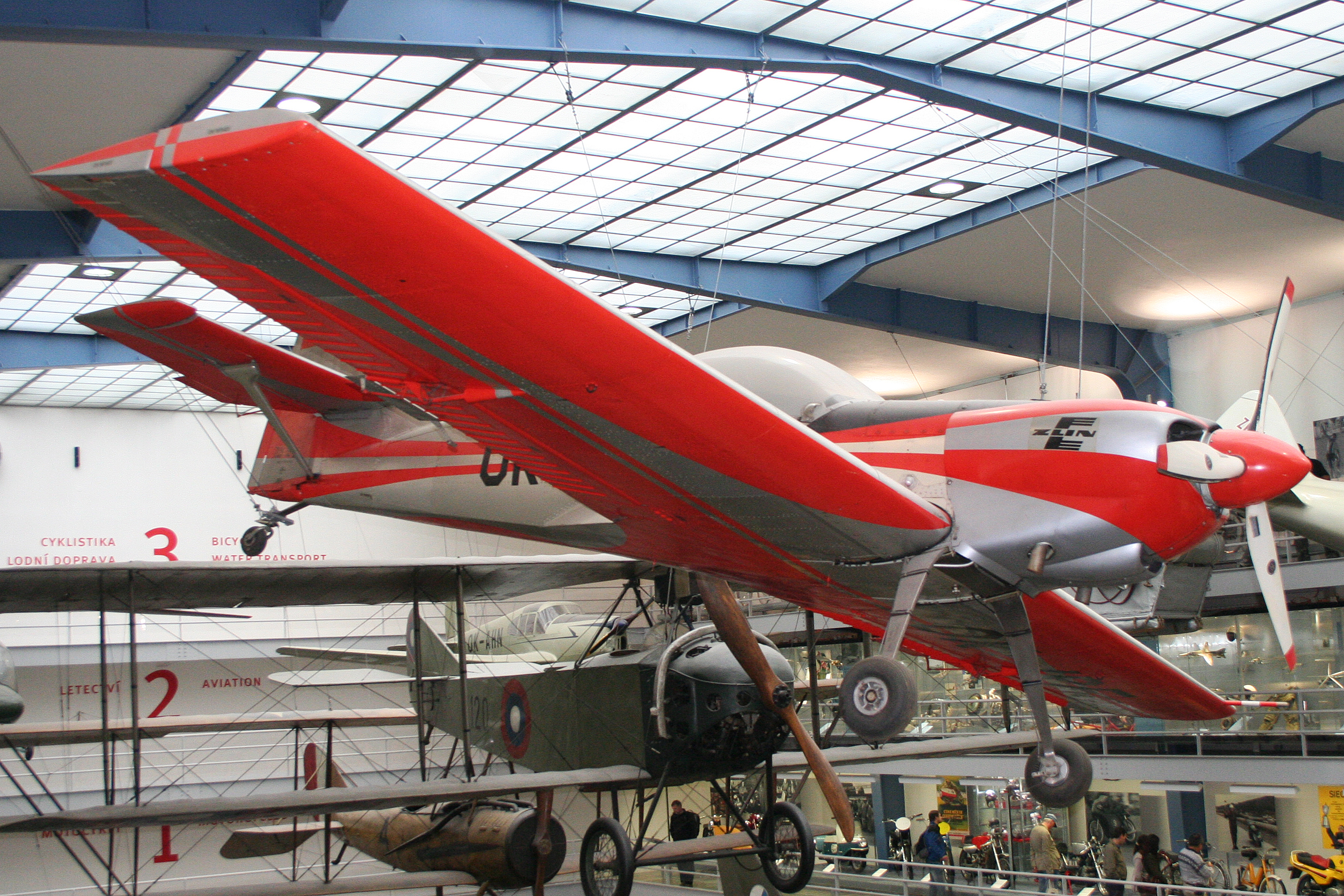
Akrobatický speciál Zlín Z-50LA (OK-IRF), se kterým Ivan Tuček získal titul mistra světa, je vystaven v Národním technickém muzeu

Ivan Tuček se od svého dětství zajímal o letectví, přičemž poprvé letěl roku 1957 jako pasažér na vyhlídkovém letu ve stroji K-65 Čáp. V roce 1958 zahájil v aeroklubu v Hradci Králové plachtařský výcvik, přičemž zanedlouho se začal věnovat motorovému létání a akrobacii. V roce 1967 dosáhl překvapivého pátého místa na mistrovství republiky v letecké akrobacii a byl zároveň členem vítězného týmu v soutěži družstev. V následujících letech se stal trojnásobným mistrem republiky a také vicemistrem Evropy. Na mistrovství světa konaném v Kyjevě v roce 1976 dosáhl na druhé místo. V roce 1977 na mistrovství Evropy ve francouzském Chateauroux vybojoval stříbrnou medaili a o další rok později na mistrovství světa v Hosíně u Českých Budějovic dosáhl vrcholu kariéry a stal se teprve druhým československým mistrem světa v letecké akrobacii (prvním byl v roce 1960 Ladislav Bezák). Tyto tři své úspěchy dosáhl na akrobatickém speciálu Zlín Z-50L s registrací OK-IRF, který je dnes ve sbírkách Národního technického muzea.

## Další osudy
Po vítězství na mistrovství světa Ivan Tuček ukončil aktivní sportovní kariéru a na několik let se stal trenérem reprezentace. Poté nastoupil k Slov-Airu a jako práškovací pilot létal s letouny An-2 a Čmelák až do devadesátých let. K letecké akrobacii se krátce zkusil vrátit v roce 1987, kdy na mistrovství Evropy obsadil 10. místo. Poté již závodění zanechal nadobro.
Ivan Tuček a jeho syn Daniel Tuček v roce 1993 v Hradci Králové založili leteckou školu. V ní Ivan Tuček jako šéfinstruktor vychoval mnoho nových pilotů.

## Smrt

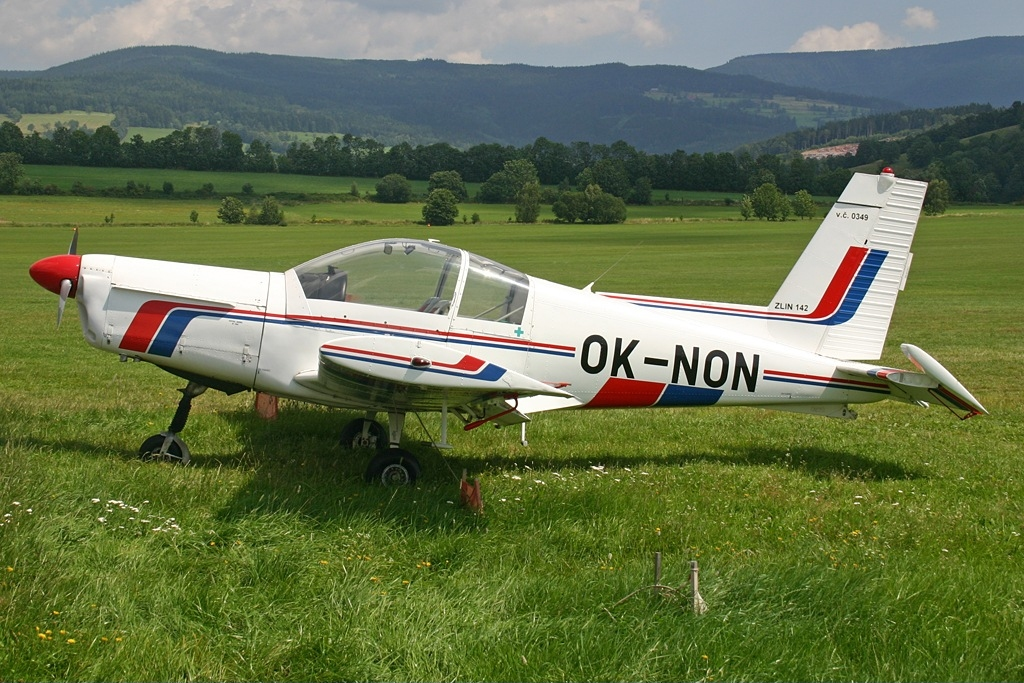
Cvičný letoun Zlín Z-142

Ivan Tuček tragicky zahynul 25. srpna 1999 v rakouském Friesachu u Lince při letecké katastrofě, způsobené technickou závadou na letounu Zlín Z-142 (OK-VNJ). Ve Friesachu učil rakouské piloty akrobacii, přičemž během letu s žákem uslyšel podezřelý zvuk. Tuček s letounem okamžitě přistál a pečlivě jej prohlédl. Když žádnou závadu nenalezl, odstartoval s letounem sám a následně se ve výšce 200 metrů stroji utrhlo křídlo. V takové situaci nebylo možné s letounem přistát, ani jej opustit na padáku a Ivan Tuček v troskách stroje zahynul. Vyšetřování ukázalo, že uvnitř křídla došlo k trhlině, která však nebyla viditelná, neboť byla pod zanýtovanými plechy. Všechny letouny Z-142 byly po několik měsíců uzemněny a poté u nich byla akrobacie povolena až po výměně křídla. Zároveň se zjistilo, že k nehodě nemuselo dojít, neboť ke stejné nehodě již dvakrát došlo, avšak nebyla dostatečně vyšetřena.
Za necelý měsíc (17. října 1999) při havárii ultralehkého letounu vlastní konstrukce zahynul Petr Tuček, bratr Ivana Tučka a tehdejší prezident Letecké amatérské asociace.

## Úspěchy
- 1968 – Mistrovství světa, Magdeburg (Německo), 13. místo
- 1970 – Mistrovství světa, Hullavington (Velká Británie), 8. místo
- 1972 – Mistrovství světa, Salon de Provence (Francie), 11. místo
- 1975 – Mistrovství Evropy, Esbjerg (Dánsko), 5. místo
- 1976 – Mistrovství světa, Kyjev (Sovětský svaz), 2. místo
- 1977 – Mistrovství Evropy, Chateauroux (Francie), 2. místo
- 1978 – Mistrovství světa, České Budějovice (Československo), 1. místo
- 1987 – Mistrovství Evropy, Speichersdorf (Německo), 10. místo